# 강상리역
강상리역(江上里驛)은 조선민주주의인민공화국 함경남도 금호군에 위치한 평라선의 철도역이다.

## 연혁
- 1925년 11월 1일: 의호역(義湖驛)으로 영업 개시[1]
- 1937년 5월 16일: 원산역 방면으로 1.9km 이전[2]
- 1937년 8월 1일: 강상리역으로 개칭[3]

## 같이 보기
- 조선민주주의인민공화국의 철도